# Јосиф Песмописац
Преподобни Јосиф Химнограф (Песмописац). је православни светитељ из 9. века.
Рођен је на Сицилији, од родитеља благочестивих и добродетељних Плотина и Агатије. По смрти родитеља пређе у Солун, где се замонаши. Kao монах био је узор свима у посту, крајњој уздржљивости, непрестаном молењу, псалмопојању, бдењу и труду. Солунски епископ рукоположи га за јеромонаха.
Знаменити Григорије Декаполит посетивши Солун заволи Јосифа душом и срцем због његовог ретког карактера, те га узе собом у свој манастир у Цариграду. Кад опет букну пламен иконоборске јереси под Лавом Јерменином овај Јосиф би упућен у Рим, да позове папу и римску цркву у борбу за праву веру. Но на путу ухвате га пирати и довезу па Крит, где су га јеретици држали 6 година у тамници. Јосиф се радовао што се удостојио страдати за Христа, и пепрестано је за то благодарио Богу сматрајући железне вериге на себи као украсе од злата. Шесте године, на Божић, изјутра зли цар Лав би убијен на јутрењу у цркви. У тај сами час јави се св. Николај Јосифу у тамници и рече му: „ устани и следуј мени!" Јосиф се осети као дигнут у ваздух; и на једанпут обре се пред Цариградом. Његовом доласку обрадују се сви правоверни. Испевао је каноне и стихире многим светитељима. Имао је дар прозорљивости, због чега га патријарх Фотије постави за духовника и исповедника свештенству препоручујући га као: „ човека Божјег, ангела у телу, оца отаца“.
У дубокој старости предаде дух свој Господу, коме је верно служио и делом и песмом. Сконча мирно уочи Великог Четвртка 883. године.